# Quanta cura
Quanta cura (prevedeno s latinskog: S koliko brige) je enciklika koju je objavio papa bl. Pio IX. 8. prosinca 1864. godine.
U toj enciklici, bl. Pio IX. adresira ideje koje on nalazi ozbiljnim zabludama svojega doba. Službeni dodatak enciklike je njegov iscrpni popis tih ideja 19. stoljeća (koje su se vrlo razlikovale od protestantskih ideja povodom kojih je prethodnih stoljeća znatan dio kršćana otpao od Katoličke Crkve) pod nazivom Syllabus Errorum, tj. „Popis zabluda” - u kojem se, polazeći od osnova iznesenih u Enciklici, u 80 točaka iznose razna odstupanja od katoličke vjere, među njima socijalizam, (tada) moderni liberalizam, moralni i kulturni relativizam, te ideje potpunog odvajanja Crkve od države (sekularizam).
Quanta cura je napisana povodom dva javna govora istaknuta katolička političara grofa Charlesa Montalamberta u Belgiji 1863. god., u kojemu je on bio iznio svoje viđenje o predstojećem razvoju društva i Crkve; Montalambert je tu iznio da se katolička vjera može uskladiti s liberalnim ustrojem države i društva, te se osobito zauzeo za vjersku slobodu. Montalambert je - na zaprepaštenje Pija IX., koji je inače u ranijem razdoblju bio pozdravljao različite druge političke aktivnosti tog katoličkog političara - za te svoje ideje o pomirbi liberalizma i katoličanstva pridobio javnu podršku nekoliko biskupa u Belgiji i Francuskoj.
Pio IX. u ovoj enciklici iz 1864. god. oštro odbija ideje da bi "volja naroda, manifestirana o onome što se zove javno mnijenje ili na neki drugi način, predstavljala vrhunski zakon, slobodan od bilo kakve božanske ili ljudske kontrole; te da u političkom redu postignuto stanje stvari, zahvaljujući samoj okolnosti da je postignuto, ima snagu prava". Također, Quanta cura napada tada nove ideje "komunizma i socijalizma", čiji su nositelji osobito osporavali ustroj obitelji u kojem roditelji imaju pravo odlučivati o odgoju svoje djece: Pio IX. ukazuje da roditelji nemaju takvo pravo stoga što ga Država propisuje, nego da Država naprosto priznaje neotuđivo pravo koje roditeljima pripada bez obzira na građanske zakone.  
Quanta cura u cijelosti napada tada aktualne sekularističke ideje koje su predlagale da katolički vjerski (uključivo moralni) nauk (i) u katoličkim zemljama treba prestati biti relevantan za donošenje zakona i odluka o upravljanju društvom; te da bi politička vlast bila posve slobodna donositi kakva god pravila što ih je javno mnijenje spremno prihvatiti.
Quanta cura i "Syllabus Errorum" kao njen dio se u idejnom obračunu sa znatnim brojem političkih i kulturalnih ideja što su se javljale sredinom 19. stoljeća - tako u napadu na slobodu mišljenja koju naziva "slobodom na zabludu" i slobodu savjesti koju naziva "slobodom propasti" - nastavlja na  enciklike i pisma koje je Pio IX. objavljivao u prethodna dva desetljeća; te osobito na encikliku Mirari vos pape Grgura XVI. iz 1832. (koju se se dvaput citira na samom početku "Quanta curae)", u kojoj je enciklici što predstavlja rani izraz konzervativizma taj neposredni prethodnik Pija IX. na papinskoj stolici - osuđujući "liberalizam i vjerski indiferentizam" - bio napao ideju odvajanja Crkve i Države, ideju da treba postojati potpuna sloboda štampe, te iznio da je "apsurdna i pogrešna ideja da bi svakome pripadalo pravo na slobodu savjesti... Kada su uklonjena sva ograničenja kojima se ljudi održavaju na uskom putu istine, njihova narav, koja je već sklona zlu, tjera ih u propast... Iskustvo pokazuje, još od najstarijih vremena vremena, da su gradovi čuveni po svojem bogatstvu, snazi i sjaju propadali zahvaljujući tom jednom zlu, naime prevelikoj slobodi iznošenja mišljenja, slobodi da se organiziraju tajna udruženja i neobuzdanoj težnji za novotarijama."

## Daljnji razvoj događaja
U 1965. god. je objavljena deklaracija II. Vatikanskog sabora "Dignitatis humanae". U toj se deklaraciji ne spominje ni "Quanta cura", ni Pija IX., ali neki autori nalaze da poruke "Dignitatis humanae" o vjerskoj slobodi odudaraju od onoga što je sadržano u "Quanta curai" i "Syllabusu".

## Slobodno zidarstvo
Premda se u ovom dokumentu slobodno zidarstvo ne spominje izričito, autor članka u Katoličkoj enciklopediji ipak smatra kako ovaj dokument pripada među papinske izjave usmjerene protiv slobodnog zidarstva.

## Vanjske poveznice
- "The Syllabus Of Errors" Papi bl. Pija IX., 1864. (prijevod na engleski), kod "Papal Encyclicals Online". Pristupljeno 5. prosinca 2024.
- "Quanta Cura" Papi bl. Pija IX., 1864. (prijevod na engleski), kod "Papal Encyclicals Online". Pristupljeno 5. prosinca 2024.